# 신양중학교 (경기)
신양중학교는 대한민국 경기도 김포시 양촌읍 양곡리에 있는 공립 중학교이다.

## 학교 연혁
- 2010년 1월 13일 신양중학교 설립 인가 (1,2,3학년 각 1학급)
- 2010년 3월 1일 : 초대 이순덕 교장 취임
- 2010년 3월 2일 : 제1회 입학식 (1학급 22명)
- 2010년 12월 23일 : 개교기념식 및 제1회 다솜축제
- 2011년 2월 10일 : 제1회 졸업식(16명)
- 2023년 3월 2일 : 제14회 입학식 (97명)
- 2023년 9월 1일 : 제5대 석금례 교장 취임
- 2024년 1월 4일 : 제14회 졸업식(106명)

## 참고 자료
- 신양중학교 - 한국교육학술정보원 학교알리미